# 19 lunes
19 lunes est un roman du genre Southern Gothic. Il est écrit par les auteures américaines Kami Garcia et Margaret Stohl et est la suite de 18 lunes.